# Teufelsmauer und Bode nordöstlich Thale
Koordinaten: 51° 45′ 40″ N, 11° 4′ 22″ O

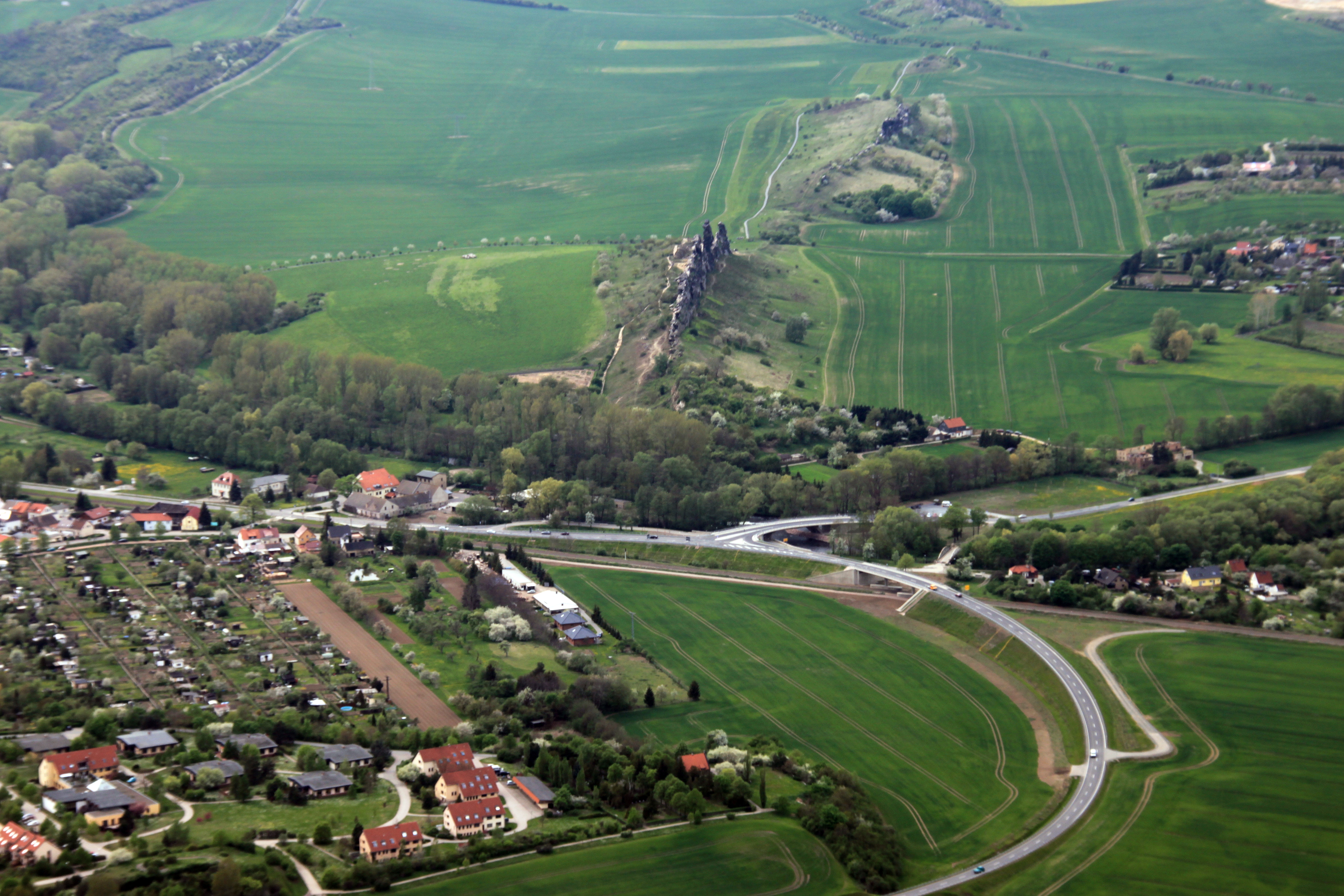
Teufelsmauer, im Vordergrund der Thalenser Ortsteil Neinstedt und die Landesstraße 92n

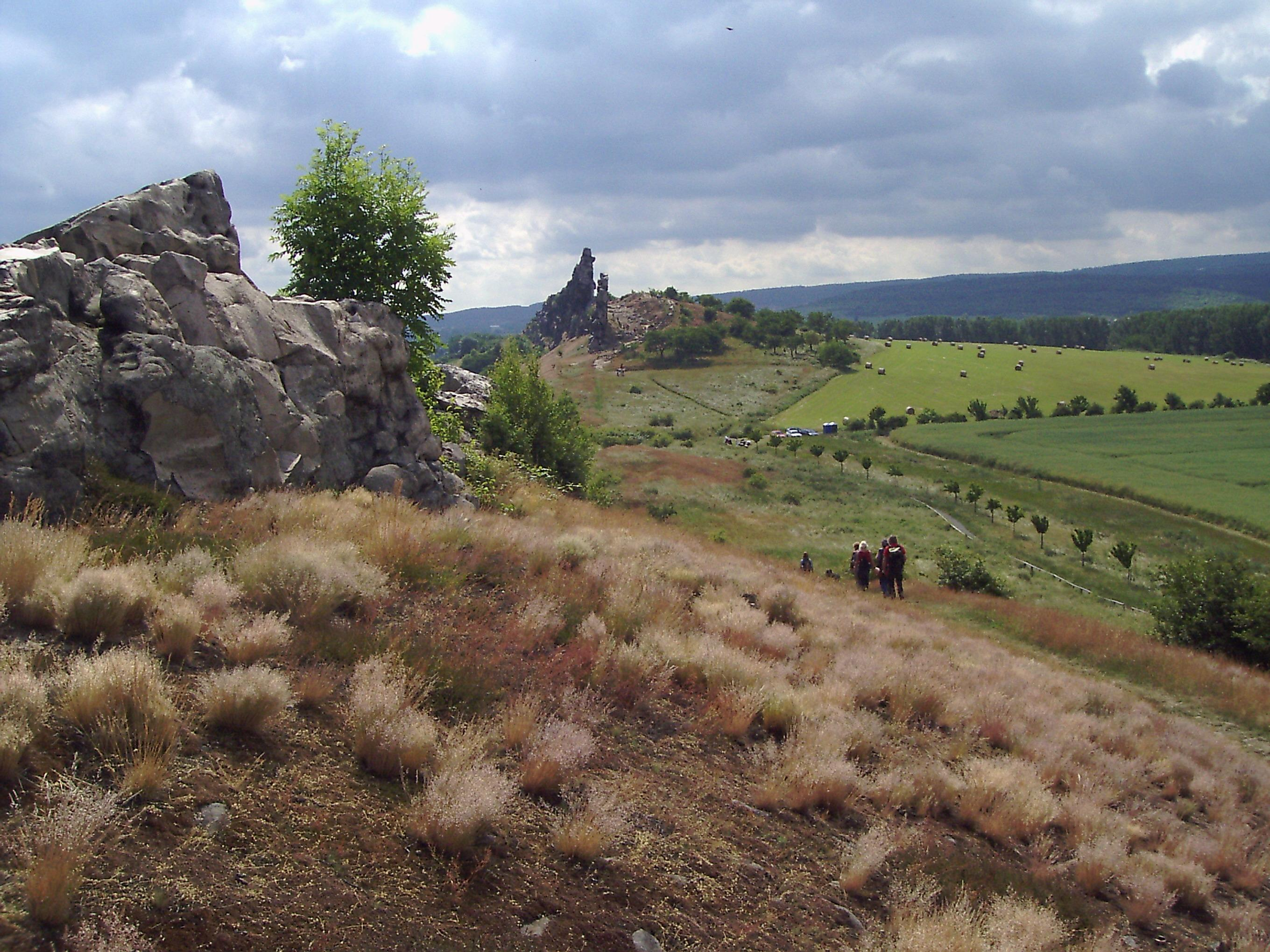
Teufelsmauer

Teufelsmauer und Bode nordöstlich Thale ist ein Naturschutzgebiet in der Stadt Thale im Landkreis Harz in Sachsen-Anhalt.
Das Naturschutzgebiet mit dem Kennzeichen NSG 0064 ist rund 198 Hektar groß. Die im Naturschutzgebiet aufragenden Felsformationen bilden gleichzeitig das etwa 18 Hektar große FFH-Gebiet „Teufelsmauer nördlich Thale“. Die Bode und ein Teil ihrer Uferbereiche im Naturschutzgebiet sind Bestandteil des rund 276 Hektar großen FFH-Gebietes „Bode und Selke im Harzvorland“. Das Naturschutzgebiet, das zu einem Teil vom Landschaftsschutzgebiet „Harz und Vorländer“ umgeben ist, steht seit 2011 unter Schutz (Datum der Verordnung: 22. Dezember 2011). Es ersetzt das 1935 ausgewiesene Naturschutzgebiet „Teufelsmauer“. Der frühere Abbau von Gestein an der Teufelsmauer, der mindestens bis ins späte 16. Jahrhundert zurückreicht, wurde bereits Mitte des 19. Jahrhunderts untersagt. Zuständige untere Naturschutzbehörde ist der Landkreis Harz.
Das Naturschutzgebiet liegt nordöstlich von Thale im Naturpark Harz/Sachsen-Anhalt. Es stellt die aus Oberkreide-Sandstein bestehenden Felsformationen als mittleren Teil der Teufelsmauer mit den angrenzenden Sandmagerrasen und Halbtrockenrasen, Teile des Mühlenberges und einen Ausschnitt der Bode mit ihren Uferbereichen unter Schutz.
Die Felsformationen der Teufelsmauer entstanden seit dem Ende der Saalekaltzeit durch Freilegung einer steil aufgerichteten Schichtrippe. Sie sind nur von vereinzelter Pioniervegetation und Flechten besiedelt. Am Fuße der Felsen sind Pioniergesellschaften des Blauschwingel-Silbergras-Sandmagerrasens mit Sandstrohblume, Gemeinem Katzenpfötchen und Feldbeifuß sowie kleinflächig Sandmagerrasen mit Früher Haferschmiele entwickelt. Hangabwärts schließen sich auf besonnten Standorten artenreiche Grasnelken-Raublattschwingel-Sandmagerrasen mit Ohrlöffelleimkraut, Bergsandglöckchen, Rispenflockenblume, Echtem Schafschwingel, Großem Knorpellattich und Sandthymian an. Auf nördlich exponierten Standorten schließen sich Wolfsmilch- und Ginster-Heidekrautheide mit Echtem Wiesenhafer, Zierlichem Schillergras und Dreizahn an. Böden mit Lössauflage sind von Walliserschwingel-Haarpfriemengras-Trockenrasen mit Erdsegge und auf den Nordunterhängen der Teufelsmauer von Mädesüß-Wiesenhafer-Magerrasen mit Zittergras, Karthäusernelke und Steppensegge besiedelt. Auf tiefgründigeren Böden an der Teufelsmauer und auf dem Mühlenberg wachsen Furchenschwingel-Fiederzwenken-Halbtrockenrasen mit Dänischem Tragant, Sichelblättrigem Hasenohr und Erdsegge sowie Feldmannstreu, Hügelmeier, Grauer Skabiose und Bienenragwurz. Auf dem Mühlenberg sind auch Vorkommen von Kalktrockenrasen zu finden. Hier befindet sich das einzige Vorkommen des Edelgamanders im Nordharzvorland. Einige Bereiche auf dem Mühlenberg sind verbuscht. Hier wachsen dichte Gebüsche aus Schlehdorn und anderen Dornsträuchern. 
Auf Lössboden siedelt auch Pioniervegetation aus Hängebirke, Gemeiner Esche, Feldahorn und Haselnuss, so dass stellenweise Entkusselungsmaßnahmen zur Offenhaltung der Trockenrasenflächen und der Felsfüße durchgeführt werden. Zeitweise wurden Teile des Naturschutzgebietes auch zur Pflege mit Schafen beweidet. In das Naturschutzgebiet sind Ackerflächen einbezogen, an deren Rändern Ackerwildkräuter wie Gelber Günsel und Gezähnter Feldsalat wachsen.
Im Naturschutzgebiet sind einzelne Streuobstwiesen mit verschiedenen Süßkirschensorten vorhanden. Diese wurden 1922 in den Krisenzeiten nach dem Ersten Weltkrieg zur Eigenversorgung der Gemeinde Weddersleben mit Obst angelegt und in der Folge bewirtschaftet. 1954 bis 1956 wurden verschiedene Süßkirschensorten nachgepflanzt, nachdem Baumpflege und Schädlingsbekämpfung in den Jahren des Zweiten Weltkriegs und danach vernachlässigt worden waren. Weitere Nachpflanzungen erfolgten 1984, 1985 und 1992. Bis 1989 wurden die Streuobstwiesen regelmäßig gepflegt. Mittlerweile sind hier Entkusselungsmaßnahmen zur Vermeidung der Verbuschung nötig, nachdem die Streuobstwiesen nicht mehr bewirtschaftet werden.
Entlang der Bode im Süden des Naturschutzgebietes sind Hochstaudenfluren, Glanzgras-Röhrichte und Gebüsche zu finden. Am Nordufer stockt Hybridpappelforst, der sich zu einem von Schwarzerle, Gemeiner Esche, Bergahorn und Gewöhnlicher Traubenkirsche dominierten Auwald entwickelt. In der Bode mit ihren sich verändernden Sand- und Kiesbänken und einer natürlichen Substratvielfalt mit groben Blöcken bis hin zu Feinsand wächst Flutender Wasserhahnenfuß.
In den unterschiedlichen Lebensräumen im Naturschutzgebiet kommen verschiedene Vögel, darunter Uhu, Schwarzmilan, Rotmilan, Wanderfalke, Schwarzspecht, Grauspecht, Graureiher, Wendehals, Neuntöter, Wiesenpieper, Gebirgsstelze und Steinschmätzer, entlang der Bode auch Wasseramsel und Eisvogel, mehrere Fledermausarten, darunter Mopsfledermaus, Großes Mausohr, Mückenfledermaus, Zwergfledermaus, Großer Abendsegler, Wasserfledermaus, Große Bartfledermaus, Fransenfledermaus, Braunes Langohr, Breitflügelfledermaus, Graues Langohr, Kleine Bartfledermaus und Kleiner Abendsegler, die den Bereich des Pappelforstes oder die Felsen der Teufelsmauer zur Jagd oder für Quartiere nutzen und die Heuschreckenart Westliche Beißschrecke vor. Schmetterlinge sind z. B. durch Schwalbenschwanz und Segelfalter vertreten. Weiterhin sind Feldhamster, Erdkröte, Kreuzkröte, Zauneidechse und Schlingnatter im Gebiet heimisch. Die Bode bietet u. a. Bachneunauge und Groppe und empfindlichen Insektenarten, darunter verschiedenen Steinfliegen, Lebensraum.
Durch das Naturschutzgebiet verlaufen mehrere Wanderwege, darunter ein Abschnitt des Teufelmauer-Stiegs sowie ein Rundwanderweg. Entlang der Wege gibt es an mehreren Stellen Schau- und Informationstafeln. Das Gebiet dient auch der Naherholung. Zum Schutz des Gebietes besteht ein System zur Besucherlenkung. Das Naturschutzgebiet grenzt überwiegend an landwirtschaftliche Nutzflächen. Im Norden grenzt es an eine Quarzsandgrube.